# Нижнекодунский сомон
Се́льское поселе́ние «Нижнекодунский сомон» (бур. Доодо Худанай һомон) — муниципальное образование в Кижингинском районе Бурятии Российской Федерации.
Административный центр — улус Усть-Орот.

## История
18 февраля 1981 года посёлок Ехэ-Горхон Заиграевского района передан в состав Нижнекодунского сомсовета Кижингинского района.
Статус и границы сельского поселения установлены Законом Республики Бурятия от 31 декабря 2004 года № 985-III «Об установлении границ, образовании и наделении статусом муниципальных образований в Республике Бурятия»

## Население
| 2002 | 2011  | 2012  | 2013  | 2014  | 2015  | 2016 |
| ---- | ----- | ----- | ----- | ----- | ----- | ---- |
| 1153 | ↘1094 | ↘1043 | ↘1037 | ↘1034 | ↘1003 | ↘994 |
| 2017 | 2018  | 2019  | 2020  | 2021  | 2023  | 2024 |
| ↘991 | ↘969  | ↘964  | ↘934  | ↗990  | ↘971  | ↘961 |

## Состав сомона
| № | Населённый пункт | Тип населённого пункта       | Население |
| - | ---------------- | ---------------------------- | --------- |
| 1 | Кодунский Станок | улус                         | ↘168      |
| 2 | Орот             | улус                         | ↘313      |
| 3 | Усть-Орот        | улус, административный центр | ↗622      |

### Упразднённые населённые пункты
18 апреля 2007 года был упразднён посёлок Ехэ-Горхон.